# Spathopygus eburioides
Spathopygus eburioides är en skalbaggsart som först beskrevs av Blanchard 1843.  Spathopygus eburioides ingår i släktet Spathopygus och familjen långhorningar. Inga underarter finns listade i Catalogue of Life.